# Vodní nádrž Zillierbach
Vodní nádrž Zillierbach (německy: Zillierbachtalsperre) se nachází na východě regionu Harz ve spolkové zemi Sasko-Anhaltsko nedaleko městečka Elbingerode. Hráz přehradila vody říčky Zillierbach. Obsahuje zásoby pitné vody pro několik obcí v okolí přehrady a také město Wernigerode. Zároveň však poskytuje protipovodňovou ochranu.

## Hráz
Přehrada má betonovou gravitační hráz, která podle prvotním projektů měla být postavena do oblouku, ale tento plán byl během výstavby změněn. V polovině hráze stojí kontrolní stanoviště. Mezi lety 1998-2001 byla přehrada rekonstruována.

## Stavba
Plán na vybudování přehrady se poprvé objevil v roce 1931. Během výstavby byly nalezeny archeologické památky z počátku našeho letopočtu. Stavební materiál na stavbu byl přepravován po železnici a byl dodáván firmou Drei Annen Hohne. Náklady na stavbu se nyní odhadují na přibližně 3,31 miliónu říšských marek. Velká část stavby byla dokončena roku 1936 a přehrada byla naplno spuštěna v roce 1937.

## Opravy a modernizace
Během téměř 60 let nepřetržitého provozu přehrady se její technický stav zhoršil natolik, že bylo nutné provést generální rekonstrukci a tak v listopadu 1998 začali práce na přehradě a modernizaci jejího vybavení. Náklady se vyšplhaly do výše 7 miliónů německých marek. Koruna hráze byla rozšířena na 3.30 metru a byla zvednuta o 1 metr. Okolo kraje koruny hráze bylo přiděláno zábradlí namísto betonového parapetu, který tam byl předtím. Byl také zrekonstruován vodovod, jenž nyní přivádí k lidem 2,9 milionů m³ vody ročně. Díky opravám je nyní hřeben hráze dostupný i pro pěší. Byla také upravena vyhlídka na hráz Peterstein. Rekonstrukce byla dokončena roku 2001.

## Galerie

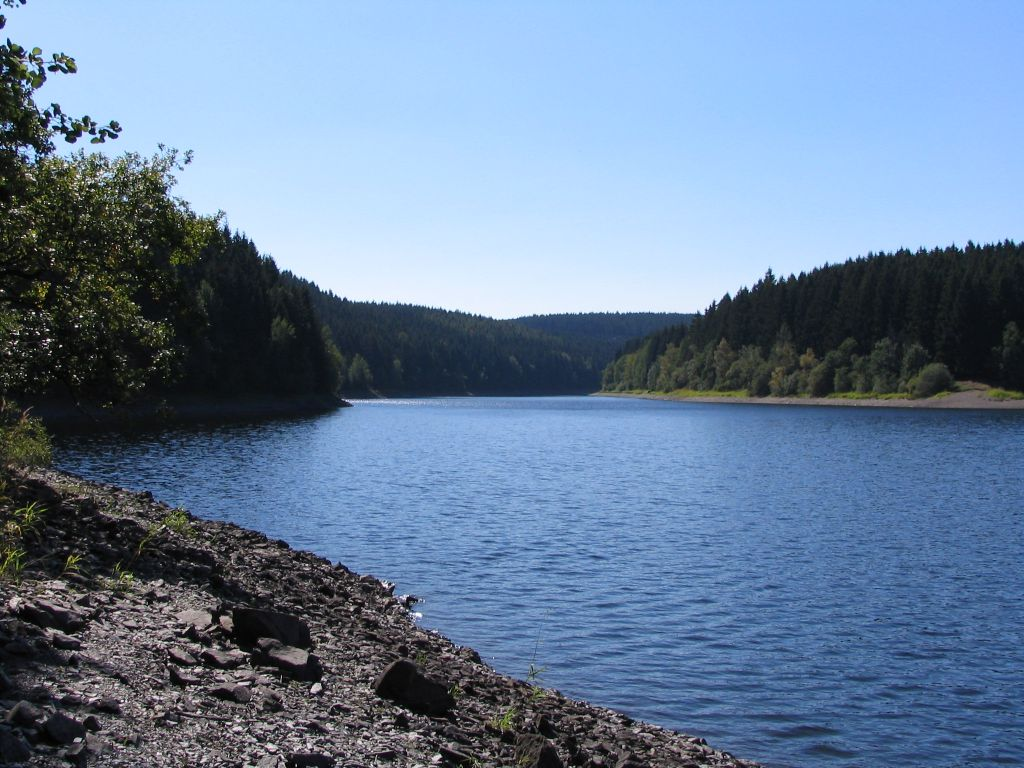
Přehradní jezero
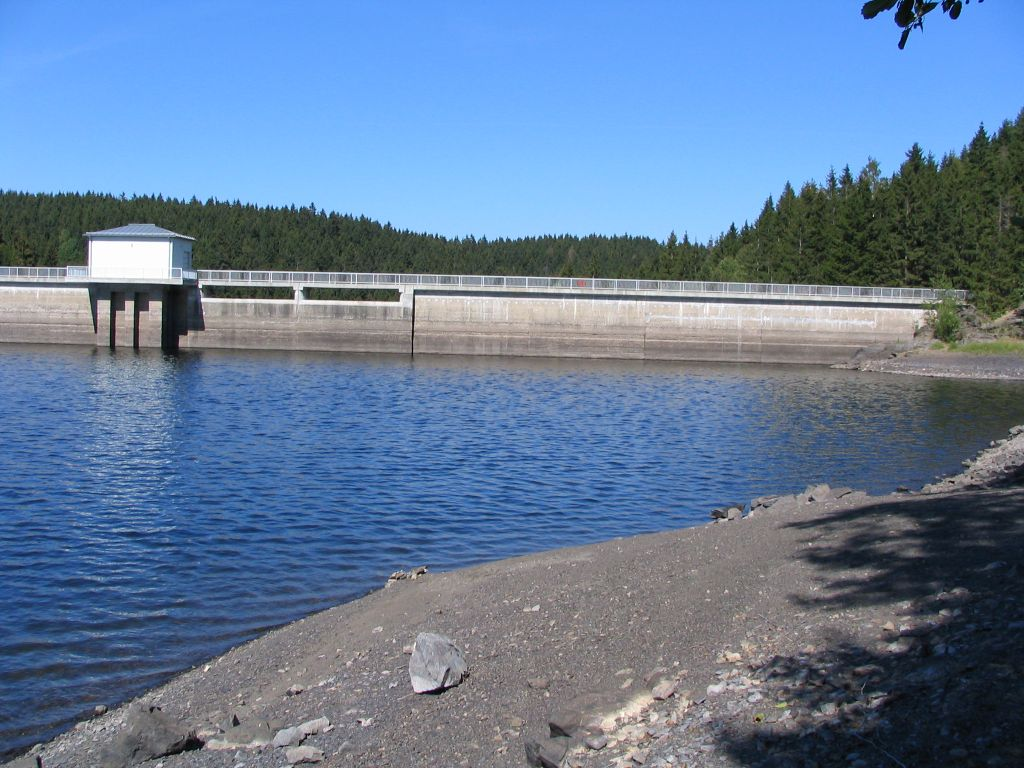
Přehrada Zillierbach
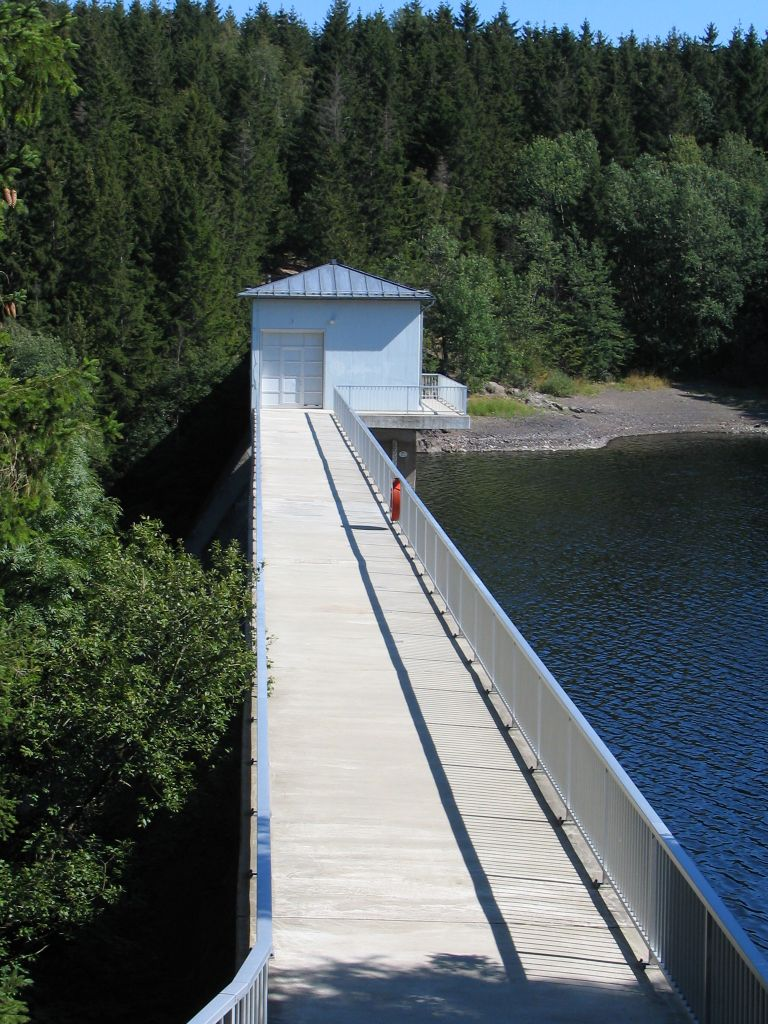
Hráz přehrady s kontrolní stanicí